# Sarner Schnegel
Der Sarner Schnegel (Limax sarnensis) ist eine Nacktschnecke aus der Familie der  Schnegel (Limacidae) innerhalb der Landlungenschnecken (Stylommatophora). Die Schnecke wurde nach der Darstellung in der Originalbeschreibung erstmals in Sarnen im Kanton Obwalden in der Schweiz am 3. Oktober 1999 von René Heim gefunden und hat daher ihren Namen erhalten. Die Schnecke kommt in den Schweizer Zentralalpen bis ins angrenzende Alpengebiet Norditaliens vor und kann bis zu 25 cm lang und 50 g schwer werden. Sie wurde kurzzeitig als der größte Organismus bezeichnet, der seit Jahrzehnten in Mitteleuropa neu entdeckt wurde. Über sie wurde auch in den Schweizer Medien berichtet.
2011 wurde dieser Darstellung in einer Studie widersprochen, in der aufgezeigt wurde, dass die große und auffällige Nacktschnecke bereits 1820 von dem Schweizer Naturkundler Samuel Studer entdeckt und 1822 als Limax alpinus von Férussac beschrieben worden war. Dies war vorher auch in anderen Publikationen so gesehen worden. Die Autoren der Beschreibung von Limax sarnensis hatten in derselben Publikation jedoch mittels einer nicht mit den anderen Kollegen abgestimmten Neotypus-Bestimmung dafür gesorgt, dass Limax alpinus in Zukunft als ein jüngeres Synonym von einer äußerlich ähnlichen anderen Art bezeichnet werden muss, und hatten sich so den Weg zur Neubeschreibung von Limax sarnensis geebnet.

## Merkmale
Der Sarner Schnegel kann ausgewachsen eine Länge bis 25 cm erreichen und bis 50 Gramm schwer werden und ist damit die größte Landnacktschneckenart Europas. Die Schnecke kommt in vielen verschiedenen Variationen vor. Sie kann schwarz sein, braun mit schwarzem Muster oder auch weißlich. Der vordere Teil – der Mantel – ist einfarbig, der Rest meist gemustert.

## Vorkommen und Lebensweise
Der Sarner Schnegel lebt in alpinen Wäldern. Nachgewiesen ist die Art in der Schweiz in der Zentralschweiz, im Kanton Graubünden, im Kanton Tessin, im Kanton Wallis, im Berner Oberland sowie in Norditalien. 1855 wurde sie aus der Grande Chartreuse in den französischen Alpen gemeldet, was 2002 zwar vorläufig immer noch akzeptiert wurde, jedoch weiterhin einer Prüfung bedarf.
Die Schnecke ernährt sich von Flechten, Pilzen und abgestorbenen Pflanzen. Sie ist nachtaktiv.